# Terminologie lacanienne
 (avril 2019).
Si vous disposez d'ouvrages ou d'articles de référence ou si vous connaissez des sites web de qualité traitant du thème abordé ici, merci de compléter l'article en donnant les références utiles à sa vérifiabilité et en les liant à la section « Notes et références ».
 (février 2023).
Cet article présente succinctement les termes du psychanalyste Jacques Lacan.

## Richesses
Si Lacan est un psychanalyste qui s'attache à faire une lecture rigoureuse de Freud, ses concepts et son travail sont empruntés d'influences diverses[Quoi ?] : philosophiques  (comme celles de Descartes, Kant, Spinoza, Hegel relu par Kojève) ; scientifiques (par exemple la géométrie, la logique, la topologie) et l'histoire des sciences (Alexandre Koyré) ; ou littéraires (comme les romans de Joyce ou Marguerite Duras). D'une grande richesse, ils sont parfois difficile à comprendre sans être réinscrits dans l'élaboration que Lacan en faisait dans ces séminaires où il fait preuve d'une grande créativité, aussi bien intellectuelle que langagière, employant de nombreux concepts d'horizons culturels variés mais aussi des syntagmes, des signifiants, mots d'esprit et autres néologismes. En suivre l'élaboration permet de se repérer dans l’œuvre de Lacan.

### Retour à Freud
Plutôt que de proposer des avancées théoriques qui dépasseraient la métapsychologie de Sigmund Freud, Lacan veut réaliser un « retour à Freud » ; en ce sens la terminologie lacanienne ne propose pas une nouvelle théorie de la psychanalyse.
« C'est à vous d'être lacaniens, si vous voulez. Moi, je suis freudien. » Séminaire de Caracas, 1980.
L'expression de « retour à Freud » apparaît au milieu des années 1950 : « Le sens du retour à Freud, c'est un retour au sens de Freud ».

### Cartographies
Découper des phases dans l'évolution de la pensée de Lacan est forcément arbitraire, peut-être est-il possible de rendre objectivement compte de formules qui apparaissent.
Dans les années 50, Lacan commence à utiliser des schémas et graphes. Le premier modèle topologique est présenté en 1962 ; entre 1966 et 1969, Lacan s'interroge sur l'impossibilité du rapport sexuel. La seconde topologie est élaborée en 1972, mais, dès 1971, Lacan annonce la création du mathème.
D'un point de vue plus engagé quant au système de pensée, les années 1950 voient la première application de la linguistique à la psychanalyse ; ce modèle fonde une nouvelle compréhension du symbolique qui sera bientôt mise en relation avec le père, puis qui permettra de critiquer la relation d'objet.
Dans les années 1960, le réel redevient un objet d'étude privilégié ; dans la triade imaginaire, symbolique et réel, le réel devient le premier membre. C'est le temps de la découverte de l'objet a et des formules de la sexuation.
La plupart de ces notions évolueront, elles forment ce qu'il appelle un étayage - il ne s'agit pas simplement d'une liste de théories s'enrichissant -, et suivre l'évolution de la pensée-lacan en devient complexe.

## Années 1940
En 1936, Lacan commence à étudier la philosophie de Hegel, qui deviendra si influente par la suite.
Cette même année, il expose le stade du miroir.  Le stade du miroir est le moment où l'enfant se met à reconnaître sa propre image, reflétée dans le miroir ; dans cette élaboration de l'image spéculaire, Lacan emprunte à l'éthologie de Konrad Lorenz et aux travaux d'Henri Wallon sur le comportement devant le miroir.
En 1938, Lacan étudie, pour l'encyclopédie française, les complexes familiaux, dont le complexe d'intrusion. Il en vient à ses premières questions sur la place du père.

## 1950-1954
En 1950, Lacan théorise le signifiant. L'inconscient est structuré comme un langage. Lacan est donc structuraliste et se fonde sur les travaux de Ferdinand de Saussure. Il en reprend le signe linguistique, mais énonce la primauté du signifiant, parfois pur, c'est-à-dire représentation de chose sans signifié particulier, mais dont le signifié général est le désir et la castration. Le signifiant de Lacan est différent de celui de Saussure : il traduit le terme Vorstellungrepräsentanz de Freud, qui désigne le représentant de la représentation (voir représentant-représentation). C'est donc une représentation de chose, ce qui correspond plutôt, chez Saussure, au concept de signifié.
Il y a donc plusieurs niveaux : le signifiant saussurien (représentation de mot, image sonore ou visuelle) ; le Vorstellungrepräsentanz, ou signifiant lacanien ; la représentation ; l'objet. Le signifié saussurien correspond donc à l'ensemble Vorstellungrepräsentanz + représentation, c'est-à-dire que Lacan découpe le signifié saussurien en deux parties. Dès lors, on comprend l'idée de signifiant pur : il s'agit des représentations de chose qui forment le contenu de l'inconscient, et qui constituent un réseau de significations indépendamment de tout signifié (objet).
Une formule viendra : « Un signifiant, c'est ce qui représente un sujet pour un autre signifiant. »
Lacan reprend les concepts freudiens de déplacement et condensation sous les noms, respectivement, de métonymie  et de  métaphore.
La métonymie désigne un objet par une partie de cet objet, par exemple, mon désir de fraises me fait saliver à la vue des feuilles de fraisiers.
La métaphore est la désignation d'un objet par un autre. Par exemple un rêve de ballons qui signifierait désir de seins. La condensation, dans le rêve, accumule plusieurs éléments en élément manifeste, qu'il faudra analyser afin de mettre à jour plusieurs associations inconscientes.
En 1953, c'est la première apparition du Nom du Père, soit le père comme fonction symbolique. Il s'agit alors de l'écrire au singulier ; le Nom du Père est un refus que l'enfant jouisse de la mère.
Mais c'est dans le séminaire de 1953-1954 que Lacan introduit clairement l'ordre symbolique. L'année 1953 est aussi celle du premier discours de Rome.

## 1955-1959
Le séminaire de 1954-1955 voit la formalisation de l'intersubjectivité qu'est alors le Schéma L ; celui-ci présente le Grand Autre et le sujet de l'inconscient comme les deux essentiels ignorés dans la relation du Moi au semblable, de l'ego à l'alter ego.
Lacan travaille sur La lettre volée, texte de Edgar Allan Poe qui s'avère un matériel inespéré venant éclairer la circulation du signifiant.
Le réel s'affirme déjà comme une source fertile pour le psychanalyste : le réel est ce qui revient, sans fissure, ce qui fait retour, par opposition à l'imaginaire et au signifiant qui se déplacent.
En 1955-1956, Lacan travaille sur les psychoses. Cependant, sa thèse étudiait déjà le rapport de la paranoïa à la personnalité, et l'application de la psychanalyse aux psychoses est l'un des traits essentiels de l'approche de Jacques Lacan.
Dans le séminaire intitulé « La relation d'objet », vive critique de l’ego-psychology, dans les années 1956-1957, Lacan distingue trois formes du manque, posant la frustration comme occultant la privation, et surtout la castration.
| Agent           | Manque                 | Objet              |
| --------------- | ---------------------- | ------------------ |
| Père réel       | Castration symbolique  | Phallus imaginaire |
| Père symbolique | Frustration imaginaire | Sein réel          |
| Père imaginaire | Privation réelle       | Phallus symbolique |

Il applique les catégories de Réel, Symbolique et Imaginaire au père : Lacan différencie ainsi un père réel (c’est-à-dire le géniteur), un père symbolique (qui vaut comme fonction) et un père imaginaire. C'est le cas du petit Hans qui occupe la majeure partie du Séminaire.
Dans les années 1957-1958, Lacan radicalise sa conception dans le schéma R, qui montre le réel pris entre l'imaginaire et le symbolique.
Le père se révèle comme une métaphore.

## 1960-1965
1960 Le graphe du désir. Le poinçon. L'objet a.
1962 Premier modèle topologique (ruban de Möbius (ou bande de Moebius), tore, cross-cap)
1963 Les Noms du Père (pluralisation)
1964 Les quatre concepts fondamentaux de la psychanalyse
- Le réel a un registre propre : l'impossible.
- Le désir de l'analyste. Récusation de l'alliance thérapeutique.
- Il n'y a qu'une seule résistance : celle de l'analyste.

## 1966-1971
1966 Discours de Rome 
Il n'y a pas de rapport sexuel. Le point de capiton.
1967 La passe est proposée et appliquée à partir d'octobre 1969.
1971 Mathème, théorie des quatre discours.

## Après 1972
1972 Nœud borroméen (second modèle topologique)
72-73 Les non dupes errent. Y'a d'l'Un.
1974 La troisième (Communication Rome)
1975 Le sinthome
1978 Lacan constate l'échec de la passe.